# 查爾加特烏帕齊拉
查爾加特乌帕齐拉是孟加拉国拉傑沙希縣的一个乌帕齐拉，位於拉傑沙希专区的拉傑沙希縣。。

## 人口
據1991年孟加拉國人口普查，查爾加特共有戶數30,799戶，人口183862人。其中男性佔比51.62%，女性佔比48.38%；成年人口82,597人。該地7歲以上人口之平均識字率為26.6%。